# Roman Fritz
Roman Henryk Fritz (ur. 3 stycznia 1966 w Mikołowie) – polski przedsiębiorca i polityk, poseł na Sejm X kadencji (od 2023).

## Życiorys
W 1987 zaangażował się w organizację podziemnych struktur Niezależnego Zrzeszenia Studentów na Politechnice Śląskiej. W listopadzie 1988 został członkiem tymczasowego zarządu uczelnianego NZS, w marcu 1989 wszedł w skład komitetu organizacyjnego NZS na tej politechnice. Zajmował się także kolportażem wydawnictw drugiego obiegu, uczestniczył w demonstracjach antykomunistycznych. W maju 1989 należał do organizatorów strajku na Politechnice Śląskiej. W 1992 na tej uczelni ukończył studia magisterskie z technologii i organizacji budownictwa.
W latach 90. został przedsiębiorcą, zajął się prowadzeniem własnej firmy Fritz Packaging Systems. Związany ze środowiskiem katolickiego czasopisma „Polonia Christiana” jako organizator jego klubu w Rybniku. W wyborach parlamentarnych w 2015 kandydował na posła z listy KWW Grzegorza Brauna „Szczęść Boże!”. Został bliskim współpracownikiem Grzegorza Brauna, objął funkcję wiceprezesa założonej przez niego Konfederacji Korony Polskiej. W 2019 bezskutecznie startował do Sejmu z pierwszego miejsca Konfederacji Wolność i Niepodległość w okręgu rybnickim.
W wyborach parlamentarnych w 2023 ponownie otwierał listę tego ugrupowania w tym samym okręgu. Uzyskał mandat posła X kadencji z wynikiem 11 089 głosów. W 2024 bez powodzenia startował w wyborach europejskich. W marcu 2025 wystąpił z klubu poselskiego Konfederacji, a w czerwcu tegoż roku współtworzył koło poselskie KKP.

## Postępowanie karne
W lipcu 2025 prokurator generalny Adam Bodnar skierował wniosek o wyrażenie przez Sejm zgody na pociągnięcie Romana Fritza do odpowiedzialności karnej w związku z podejrzeniem dokonania w maju tego samego roku (wspólnie z Grzegorzem Braunem) kradzieży zuchwałej flagi Unii Europejskiej znajdującej się w holu siedziby Ministerstwa Przemysłu w Katowicach. 5 sierpnia 2025 Sejm wyraził zgodę na pociągnięcie go w tej sprawie do odpowiedzialności karnej.

## Życie prywatne
Jest żonaty, ma troje dzieci.

## Odznaczenia
- Krzyż Wolności i Solidarności (2020)[14]
- Złoty Krzyż Zasługi (2010)[15][16]

## Wyniki w wyborach ogólnopolskich
| Wybory | Komitet wyborczy                | Komitet wyborczy                     | Organ              | Okręg          | Wynik          |
| ------ | ------------------------------- | ------------------------------------ | ------------------ | -------------- | -------------- |
| 2015   |                                 | KWW Grzegorza Brauna „Szczęść Boże!” | Sejm VIII kadencji | nr 30          | 220 (0,08%)    |
| 2019   |                                 | Konfederacja Wolność i Niepodległość | Sejm IX kadencji   | nr 30          | 10 279 (3,08%) |
| 2023   | Sejm X kadencji                 | Konfederacja Wolność i Niepodległość | 11 089 (2,91%)     | nr 30          |                |
| 2024   | Parlament Europejski X kadencji | Konfederacja Wolność i Niepodległość | nr 11              | 16 245 (1,22%) |                |